# Lista de sultões de Zanzibar

Bandeira oficial do Sultanato de Zanzibar

Esta é uma lista dos sultões de Zanzibar, que ocuparam o cargo seguindo as regras do Sultanato de Zanzibar, criado oficialmente em 19 de outubro de 1856, após a morte de Saíde ibne Sultão, o qual governou tanto a Zanzibar quanto a Omã como sultão de ambos os territórios.
Em 1698, Zanzibar deu entrada nas participações no exterior de Omã, estando assim sob o controle do Sultão de Omã. Em 1832 (algumas fontes tendem a afirmam que foi em 1840), Saíde ibne Sultão moveu-se da capital de Omã, Mascate, para a Cidade de Pedra de Zanzibar. Assim, ele estabeleceu uma elite árabe governamental e incentivou o desenvolvimento de plantações de cravo, utilizando como mão de obra os escravos daquela ilha. O comércio de Zanzibar foi cada vez mais caindo nas mãos de comerciantes do subcontinente indiano, a quem Said os encorajava para permanecerem na ilha. Depois da sua morte, em 1856, dois de seus filhos, Majide ibne Saíde e Tuaini ibne Saíde, entraram em discussão pela ordem de sucessão, fazendo com que Omã e Zanzibar se dividissem em dois principados: Tuaini se tornou Sultão de Omã, enquanto Majide foi o primeiro Sultão de Zanzibar. Durante seu reinado de 14 anos como Sultão, Majide consolidou seu poder em torno do comércio de escravos no Leste Africano. Seu sucessor, Bargaxe ibne Saíde, aboliu a escravidão em Zanzibar e impulsionou em grande parte o desenvolvimento da infraestrutura do país. O terceiro Sultão, Califa ibne Saíde, se consagrou ao abolir completamente a escravidão.
Em dezembro de 1963, foi concedida a independência de Zanzibar ao Reino Unido e deu-se início a uma monarquia constitucional no país em superioridade ao Sultão. Quem ocupava o cargo naquele momento era Janxide ibne Abedalá, e que acabou sendo derrubado um mês depois durante a Revolução de Zanzibar. Janxide então foi exilado, e o Sultanato foi substituído por uma República, sendo que em 1964, se uniu com a Tanganica para formar a República de Tanganica e Zanzibar, a qual posteriormente se chamaria Tanzânia.

## Sultões de Zanzibar
| No. | Sultão               | Nome completo                            | Retrato | Início                  | Fim                      | Notas |
| --- | -------------------- | ---------------------------------------- | ------- | ----------------------- | ------------------------ | --- |
| 1   | Majide ibne Saíde[A] | Saíde Majide ibne Saíde Abuçaíde         |         | 19 de outubro de 1856   | 7 de outubro de 1870     | Bargaxe ibne Saíde tentou usurpar o trono de seu irmão em 1859, porém sem sucesso. Ele foi exilado para Bombaim por dois anos. |
| 2   | Bargaxe ibne Saíde   | Saíde Sir Bargaxe ibne Saíde Abuçaíde    |         | 7 de outubro de 1870    | 26 de março de 1888      | Principal responsável pelo desenvolvimento da infraestrutura em Zanzibar (especialmente na Cidade da Pedra), com a construção de canos de água potável, cabos telegráficos, edifícios, estradas, etc. Também ajudou a abolir a escravidão em uma parte de Zanzibar após assinar um acordo com a Grã-Bretanha em 1870, fechando o mercado de escravos em Mkunazini. |
| 3   | Califa ibne Saíde    | Saíde Sir Califa I ibne Saíde Abuçaíde   |         | 26 de março de 1888     | 13 de fevereiro de 1890  | Apoiou o abolicionismo, assim como o seu predecessor, e conseguiu abolir a escravidão por completo do país. |
| 4   | Ali ibne Saíde       | Saíde Sir Ali ibne Saíde Abuçaíde        |         | 13 de fevereiro de 1890 | 5 de março de 1893       | Durante seu reinado, o Império Alemão e o Reino Unido assinaram o Tratado de Heligolândia–Zanzibar, que tornou Zanzibar um protetorado britânico.[B] |
| 5   | Hamade ibne Tuaini   | Saíde Sir Hamade ibne Tuaini Abuçaíde    |         | 5 de março de 1893      | 25 de agosto de 1896     | [ 12 ] |
| 6   | Calide ibne Bargaxe  | Saíde Calide ibne Bargaxe Abuçaíde       |         | 25 de agosto de 1896    | 27 de agosto de 1896[C]  | Participou da Guerra Anglo-Zanzibari, o conflito mais curto da história, que durou apenas 38 minutos. |
| 7   | Hamude ibne Maomé    | Saíde Sir Hamude ibne Maomé Abuçaíde     |         | 27 de agosto de 1896    | 18 de julho de 1902      | Emitiu o decreto do final da abolição em 6 de abril de 1897, reconhecido pela Rainha Vitória. |
| 8   | Ali ibne Hamude      | Saíde Ali ibne Hamude Abuçaíde           |         | 20 de julho de 1902     | 9 de dezembro de 1911[D] | O Primeiro Ministro Britânico Mr. A. Rogers atuou como regente até Ali completar 21 anos de idade em 7 de junho de 1905. |
| 9   | Califa ibne Harube   | Saíde Sir Califa II ibne Harube Abuçaíde |         | 9 de dezembro de 1911   | 9 de outubro de 1960     | Meio-irmão de Ali ibne Hamude. Supervisionou a construção do porto na Cidade da Pedra e das estradas em Pemba. |
| 10  | Abedalá ibne Califa  | Saíde Sir Abedalá ibne Califa Abuçaíde   |         | 9 de outubro de 1960    | 1 de julho de 1963[E]    | [ 16 ] |
| 11  | Janxide ibne Abedalá | Saíde Sir Janxide ibne Abedalá Abuçaíde  |         | 1 de julho de 1963      | 12 de janeiro de 1964[F] | Em 10 de dezembro de 1963, Zanzibar recebeu sua independência da Grã-Bretanha e o reinado de Janxide se tornou uma monarquia constitucional. |